# Pierre Van Poucke
 (août 2010).
Si vous disposez d'ouvrages ou d'articles de référence ou si vous connaissez des sites web de qualité traitant du thème abordé ici, merci de compléter l'article en donnant les références utiles à sa vérifiabilité et en les liant à la section « Notes et références ».
Pour les articles homonymes, voir Van Poucke.
Pierre Van Poucke, né le 25 octobre 1920 à Tourcoing (Nord) et mort à Clichy le 1er juillet 1983, est un peintre français.

## Biographie
Fils de tailleur, Pierre Vanpoucke (orthographe du nom à l'état civil) grandit dans le quartier du Blanc Seau rue de Mouvaux à Tourcoing; dès l’âge de 15 ans, durant ses études secondaires à l’Institut Colbert, il prend des cours du soir à l’école des Beaux-Arts de Tourcoing. 
En 1930, il est élève de l’école des Beaux-Arts de Lille. Un an plus tard, admis à l’École nationale supérieure des beaux-arts de Paris, il fréquente les ateliers de Sabaté, Narbonne et Nicolas Untersteller.
En 1943, il expose dix toiles au Salon de l’école des Beaux-Arts de Tourcoing : une huile, Les Jardins de l’hospice de La Rochefoucault, est vendue 5 000 francs.
En 1944, il participe au Salon de la Libération au musée d'art moderne de la ville de Paris. 
En 1950, il est sélectionné pour le prix de la jeune peinture (galerie Drouant-David).
Van Poucke présente ses œuvres chaque année, jusqu’en 1983, dans les divers salons parisiens, en banlieue parisienne, dans de nombreuses villes de Province et à l’étranger.
À partir de 1949, il devient sociétaire de la Société des artistes indépendants, puis membre du comité, et enfin vice-président jusqu’à son décès.

## Œuvre
Son œuvre figure dans des collections particulières en France et à l’étranger, et dans des musées : Montmartre, Saint-Ouen, Denain.
Peintre d’imagination, Van Poucke travaillait sans modèle, et peu sur le motif. Figuratif dans les années 1940 et 1950, il peint des jeunes gens rêveurs, paysans, artistes : musiciens, danseurs, écuyères, Arlequins, des nus et des paysages. Les couleurs sont sombres, les personnages cernés d’un trait noir. Par la suite, sa palette se colore et s’éclaircit. Il procède alors par aplats de couleurs (qui rappellent la manière de Kandinsky) et tend vers une abstraction lyrique à partir des années 1970.
Ses toiles évoquent souvent ses Flandres natales, la mer Méditerranée (Côte d'Azur, Corse) et la Marne où, à partir des années 1960, il restaure une ancienne ferme avec sa femme Marie-Louise.
Il laisse des centaines de dessins (crayons, encres, dessins gouachés) qui traitent principalement du corps féminin.
Il signe à ses débuts Pierre Van Poucke, puis P. Van Poucke et enfin Van Poucke.

## Distinctions
- Médaille d’argent de la ville de Paris et de la ville de Bourges
- Médaille d’or de la Biennale d’Ancône (Italie) et de l’Académie des sciences humaines des États-Unis, du Mexique et de République dominicaine
- Grand Prix Humanitaire de France
- Mérite belgo-hispanique (promotion Reine Fabiola)

Son œuvre a fait l’objet d’achats de l’État pour le Fonds national d'art contemporain.

## Hommages
- Salon de Saint-Ouen (1984)
- Salon des Indépendants (1985)
- Galerie Everarts, Paris VIIIe (1988 et 1995)
- Centre Chaillot Galliera, Paris (1995)
- Expositions annuelles au Salon des Indépendants (de 1984 à 2000)
- Insertion à l’annuaire des Beaux-Arts (le «Thibaud»)(1996)
- Mairie du XVIIIe, Paris (1998)
- Orangerie du Sénat (1998)
- Agence CIC, Paris VIIIe (2000)
- Rétrospective au Salon des Indépendants (2001)
- Galerie Ars in Fine, Paris IIIe (2001)
- Salon des Indépendants (2008)